# Хеттская литература
Хеттская литература — литература, созданная на хеттском языке в Малой Азии в XVIII—XIII веках до н. э. Включает исторические хроники, надписи, ритуальные тексты, эпические сказания, многие из которых сохранились частично. Хеттская литература стала самой ранней из литератур на индоевропейских языках. Она испытала заметное влияние хурритской литературы и, в свою очередь, повлияла на древнегреческую.

## Способы записи
Все найденные хеттские тексты записаны на глиняных табличках (есть только одно исключение — таблица из бронзы). Хетты использовали клинопись, которую освоили приблизительно в 1600 году до н.э. в её северовавилонском варианте (предположительно это произошло в ходе войн в Сирии). Исследователи полагают, что изначально тексты записывались на аккадском языке и что переход к хеттскому произошёл в правление Телепину (приблизительно 1525—1500 годы до н. э.). В развитии хеттской клинописи выделяют три стадии: древнехеттское, среднехеттское и новохеттское письмо.

## История литературы
Приблизительно в XVIII веке до н. э. индоевропейский народ хетты, населявший восточную и центральную часть Малой Азии, создал сильную державу. Тогда же зародилась и хеттская литература, первым произведением которой считается надпись царя Анитты. Для этого периода характерны влияние культуры Месопотамии, ощущавшееся из-за использования хеттами клинописи, и преемственность с культурой народа хаттов, покорённого хеттами. На хеттский язык активно переводились хаттские тексты — стихотворные обращения к богам, величания царя и царицы (тоже в стихах), мифологические сказания (о борьбе бога грозы со Змием, об исчезновении бога и вызванных этим природных бедствиях). С шумерского и аккадского языков переводились гимны богам и эпические произведения.
Надпись царя Анитты дала начало исторической традиции, которую продолжили анналы Хаттусили I (вторая половина XVII века до н. э.), таблица Телепину (конец XVI века до н. э.). В анналах рассказывается о царских подвигах, совершённых благодаря помощи богов, в таблице даётся единый очерк всей истории Хеттской державы. Ряд произведений эпохи Древнехеттского царства (XVII—XVI века до н. э.) рассказывает об отдельных походах против других государств Малой Азии и Сирии. Для всех этих текстов характерна необычная лапидарность стиля, предполагающая, по мнению исследователей, существование длительной традиции.
В эпоху Среднехеттского царства (XV век до н. э.) получает распространение иероглифическая письменность. Сохранились монументальные надписи, гимны Солнцу, содержащие ряд параллелей с египетской литературой и Ветхим Заветом, тексты молитв, в которых цари жалуются на вторжения врагов. Автор «Молитвы Кантуцилиса», по словам исследователя Вячеслава Иванова, «сумел подняться до философской и лирической высоты», обращаясь к личному богу этого правителя.
Для эпохи Новохеттского царства (XV—XIII века до н. э.) характерно сильное хуррито-лувийское влияние: создавалось много переводов и вольных адаптаций (в первую очередь мифологических поэм). Все эти произведения отличались обилием имён из разных пантеонов, разнообразием сюжетов и единством стиля. Оригинальная хеттская литература этого периода становилась всё более однообразной из-за превращения державы в восточную деспотию: все тексты вкладывались в уста царя, который надиктовывал по крайней мере некоторые из них. Специалисты выделяют по художественным достоинствам молитвы Мурсили II, связанные с эпидемией чумы и имеющие текстовые параллели с Книгой Исхода, автобиографию Хаттусилиса III (одно из первых произведений этого жанра в истории мировой литературы).
Приблизительно в 1200 году столица хеттов Хаттуса была разрушена. После этого в Малой Азии и Сирии несколько веков существовали небольшие государства, которые в науке называют позднехеттскими. От них сохранились надписи (в том числе поэтические) с использованием хеттских литературных формул.

## Значение
Хеттская литература включает первые образцы важных для всей человеческой культуры жанров — автобиографии, летописной хроники. Отдельные тексты дают ценную информацию о ранней общеиндоевропейской традиции. Именно в виде переводов на хеттский язык сохранился ряд памятников хурритской литературы. В дальнейшем эти переводы повлияли на литературу Древней Греции, так что хетты сыграли принципиально важную роль посредника.
Исследователи находят множество хеттских слов в раннем древнегреческом эпосе. Гомер мог позаимствовать образы спутников Ареса Фобоса и Деймоса, фигурирующие в «Илиаде» («страхи» и «ужасы» упомянуты в одном из хеттских гимнов Солнцу), Гесиод в «Теогонии» мог использовать хеттские сказания о борьбе Бога грозы со Змеем и «Песнь об Улликумми».
Заметно влияние хеттской литературы на лидийскую и ассирийскую.